# Konak Belediyesi Gençlik ve Spor Kulübü 2013-2014 (pallavolo maschile)
Questa voce raccoglie le informazioni riguardanti il Konak Belediyesi Gençlik ve Spor Kulübü nelle competizioni ufficiali della stagione 2013-2014.

## Organigramma societario
Area direttiva
- Presidente: Rıdvan Tekin

Area tecnica
- Allenatore: Aykut Lale
- Allenatore in seconda: Aykut Aydin

## Rosa
| N° | Nome               | Ruolo | Data di nascita  | Nazionalità sportiva |
| -- | ------------------ | ----- | ---------------- | -------------------- |
| 1  | Murat Yenipazar    | P     | 1º gennaio 1993  | Turchia              |
| 2  | Caner Çiçekoğlu    | P     | 11 maggio 1985   | Turchia              |
| 3  | Ali İçmeğiz        | C     | 11 maggio 1989   | Turchia              |
| 4  | Joshua Howatson    | P     | 7 ottobre 1984   | Canada               |
| 6  | Hasan Balcıoğlu    | S     | 3 aprile 1986    | Turchia              |
| 7  | Andaç Kapan        | O     | 4 aprile 1990    | Turchia              |
| 8  | Volkan Döne        | L     | 19 febbraio 1987 | Turchia              |
| 9  | Garrett Muagututia | S     | 26 febbraio 1988 | Stati Uniti          |
| 10 | Gökhan Öner        | S     | 6 settembre 1972 | Turchia              |
| 11 | Alper Güllü        | C     | 23 luglio 1982   | Turchia              |
| 13 | Erdem Sonat        | L     | 18 maggio 1983   | Turchia              |
| 14 | Fatih Barış        | S     | 12 maggio 1984   | Turchia              |
| 15 | Hakan Polat        | C     | 11 novembre 1989 | Turchia              |
| 17 | Ertan Ertekin      | S     | 23 marzo 1983    | Turchia              |
| 18 | William Price      | O     | 7 ottobre 1989   | Stati Uniti          |

## Statistiche

### Statistiche di squadra
| Competizione     | Punti | In casa | In casa | In casa | In trasferta | In trasferta | In trasferta | Totale | Totale | Totale |
| Competizione     | Punti | G       | V       | P       | G            | V            | P            | G      | V      | P      |
| ---------------- | ----- | ------- | ------- | ------- | ------------ | ------------ | ------------ | ------ | ------ | ------ |
| Voleybol 1. Ligi | 22,3  | 11      | 5       | 6       | 11           | 3            | 8            | 28     | 12     | 16     |
| Totale           | -     | 11      | 5       | 6       | 11           | 3            | 8            | 28     | 12     | 16     |

G = partite giocate; V = partite vinte; P = partite perse

### Statistiche dei giocatori
| Giocatore     | Voleybol 1. Ligi | Voleybol 1. Ligi | Voleybol 1. Ligi | Voleybol 1. Ligi | Voleybol 1. Ligi | Totale | Totale | Totale | Totale | Totale |
| Giocatore     | P                | PT               | AV               | MV               | BV               | P      | PT     | AV     | MV     | BV     |
| ------------- | ---------------- | ---------------- | ---------------- | ---------------- | ---------------- | ------ | ------ | ------ | ------ | ------ |
| H. Balcıoğlu  | 26               | 58               | 46               | 4                | 8                | 26     | 58     | 46     | 4      | 8      |
| F. Barış      | 0                | 0                | 0                | 0                | 0                | 0      | 0      | 0      | 0      | 0      |
| C. Çiçekoğlu  | 27               | 70               | 49               | 11               | 10               | 27     | 70     | 49     | 11     | 10     |
| V. Döne       | 11               | 2                | 0                | 2                | 0                | 11     | 2      | 0      | 2      | 0      |
| E. Ertekin    | 25               | 164              | 130              | 25               | 9                | 25     | 164    | 130    | 25     | 9      |
| A. Güllü      | 23               | 141              | 82               | 45               | 14               | 23     | 141    | 82     | 45     | 14     |
| J. Howatson   | 10               | 17               | 3                | 5                | 9                | 10     | 17     | 3      | 5      | 9      |
| A. İçmeğiz    | 10               | 67               | 43               | 15               | 9                | 10     | 67     | 43     | 15     | 9      |
| A. Kapan      | 22               | 95               | 67               | 22               | 6                | 22     | 95     | 67     | 22     | 6      |
| G. Muagututia | 9                | 90               | 76               | 13               | 1                | 9      | 90     | 76     | 13     | 1      |
| G. Öner       | 25               | 320              | 275              | 33               | 12               | 25     | 320    | 275    | 33     | 12     |
| H. Polat      | 24               | 204              | 123              | 67               | 14               | 24     | 204    | 123    | 67     | 14     |
| W. Price      | 24               | 445              | 370              | 53               | 22               | 24     | 445    | 370    | 53     | 22     |
| E. Sonat      | 6                | 1                | 1                | 0                | 0                | 6      | 1      | 1      | 0      | 0      |
| M. Yenipazar  | 17               | 68               | 52               | 8                | 8                | 17     | 68     | 52     | 8      | 8      |

P = presenze; PT = punti totali; AV = attacchi vincenti; MV = muri vincenti; BV = battute vincenti
NB: Non sono disponibili i dati relativi alla Supercoppa turca e di conseguenza i dati totali